# 人間の絆

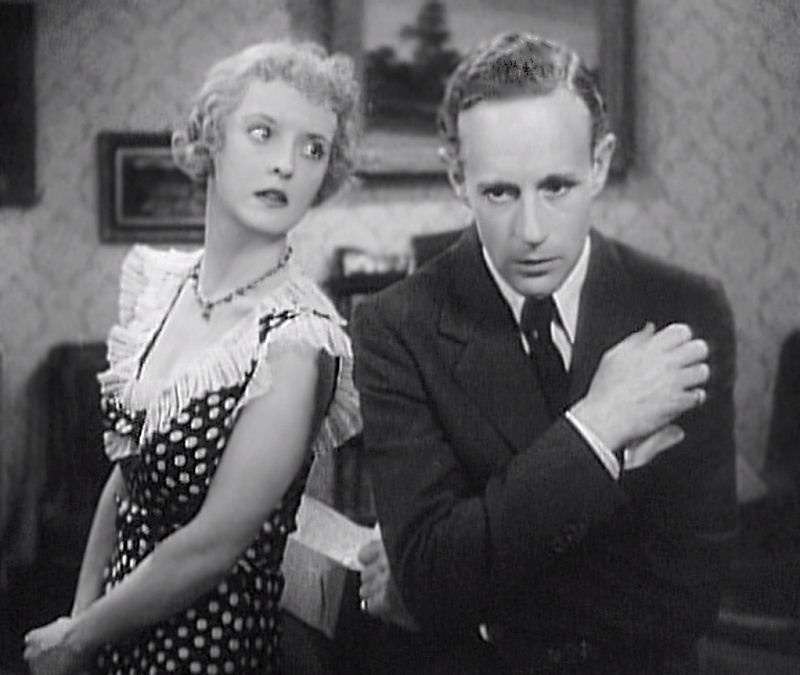
1934年にベティ・デイヴィスとレスリー・ハワード主演、『痴人の愛』の題で映画化

『人間の絆』（にんげんのきずな、英: Of Human Bondage）は、イギリスの作家ウィリアム・サマセット・モームによって書かれ、1915年に発表された小説。
本作は20世紀前半の英文学傑作として広く認められ、日本でも「月と六ペンス」と並び、多数あるモーム作品の中で絶えず重版されている。
幼い時分に両親を失い、叔父に育てられた作者自身の自伝的な教養小説である。モーム自身の障害となったどもりは、主人公フィリップ・ケアリでは、足の障害（内反尖足）に置き換えられている。
話の舞台は、主人公のドイツ、フランスへの旅行、そして知性と感性を磨く場となったロンドンにおいて展開してゆく。

## 主な日本語訳
- 行方昭夫訳（岩波文庫 上中下）、2001年
- 金原瑞人訳（新潮文庫・新訳 上下）、2021年
  - 旧訳（中野好夫訳、新潮文庫 全4巻、改版上下）、最初の訳者で多くの版が出された
  - 北川悌二訳（グーテンベルク21 上下・電子出版で再刊）
  - 旧版の訳者は、他に大橋健三郎、守屋陽一、厨川圭子がいる
- 『人間のしがらみ』[注釈 1]（河合祥一郎訳、光文社古典新訳文庫 上下、2022年）